# Chlorophytum breviscapum
Chlorophytum breviscapum är en sparrisväxtart som beskrevs av Nicol Alexander Dalzell. Chlorophytum breviscapum ingår i släktet ampelliljor, och familjen sparrisväxter. Inga underarter finns listade i Catalogue of Life.